# Antide Rubat
Pour les articles homonymes, voir Rubat.
Antide Rubat est un homme politique français né le 1er juillet 1751 à Belley (Ain) et mort le 10 septembre 1803 à Belley.

## Biographie
Avocat à Belley, il devient juge au tribunal de district de Belley, puis député de l'Ain de 1791 à 1792, siégeant avec la Plaine. Il est nommé accusateur public de l'Ain le 25 vendémiaire an IV, puis substitut au tribunal d'appel de Lyon le 19 germinal an VIII et enfin juge au tribunal d'appel de Besançon.

## Sources
- « Antide Rubat », dans Adolphe Robert et Gaston Cougny, Dictionnaire des parlementaires français, Edgar Bourloton, 1889-1891 [détail de l’édition]